# Драге (Метлика)
Драге (словен. Drage) — поселення в общині Метлика, регіон Південно-Східна Словенія, Словенія.